# دبی ویلکس
دبی ویلکس (انگلیسی: Debbi Wilkes؛ زادهٔ ۱۶ دسامبر ۱۹۴۶) اسکیت‌باز نمایشی، و مفسر ورزشی اهل کانادا است.